# Recopa Sul-Brasileira de 2009
A Recopa Sul-Brasileira de 2009 foi a terceira edição desse torneio que ocorreu em São Paulo na cidade de Votorantim entre os dias 12 e 13 de dezembro de 2009.

## Participantes
| Clube              | Venceu o Torneio             |
| ------------------ | ---------------------------- |
| Votoraty           | Copa FPF                     |
| Serrano Centro-Sul | 2° Divisão/Série Prata       |
| Joinville          | Copa Santa Catarina          |
| Porto Alegre*      | Campeonato gaúcho 2° divisão |

*O Internacional B campeão da Copa FGF, desistiu de disputar a Recopa. Com isso, a Federação Gaúcha de Futebol indicou, como substituto, o Porto Alegre para a disputa.

## Fórmula de disputa
Os clubes jogaram em sistema mata-mata em apenas uma partida, caso esta terminasse empatada, realizar-se-ía uma prorrogação de 30 minutos e, se esta não resolvesse, ocorreria uma disputa de penaltis. Os vencedores das semifinais passaram para as finais e o vencedor desta foi declarado Campeão da Recopa Sul-Brasileira de 2009.

## Premiações[2]
A equipe que se consagrou vitoriosa da Recopa Sul-Brasileira de 2009 teve prêmio em dinheiro de R$30.000,00 e a vice-campeã recebeu R$10.000,00.

## Confrontos
|  | Semi finais                 | Semi finais        |   |  | Finais                      | Finais |  |
|  |                             |                    |   |  |                             |        |  |
|  | 12 de dezembro – Votorantim |                    |   |  |                             |        |  |
|  | Porto Alegre                | 2                  |   |  |                             |        |  |
|  | Joinville                   | 6                  |   |  |                             |        |  |
|  |                             |                    |   |  |                             |        |  |
|  |                             |                    |   |  | 13 de dezembro - Votorantim |        |  |
|  |                             |                    |   |  | Joinville                   | 3      |  |
|  |                             | Serrano Centro-Sul | 2 |  |                             |        |  |
|  |                             |                    |   |  |                             |        |  |
|  |                             |                    |   |  |                             |        |  |
|  |                             |                    |   |  |                             |        |  |
|  | 12 de dezembro - Votorantim |                    |   |  |                             |        |  |
|  | Votoraty                    | 0                  |   |  |                             |        |  |
|  | Serrano Centro-Sul          | 2                  |   |  |                             |        |  |

### Semi-Finais
| 12 de dezembro de 2009 14:00 | Porto Alegre                   | 2 – 6       | Joinville                           | Estádio Municipal Domenico Paolo Metidieri, Votorantim |
|                              | Rodrigo Santos 20' · Adão 47'P | (Relatório) | Lima 7' 11' 64' 76' 87' · Elton 74' | Árbitro: Magno de Souza Lima Neto SP                   |

| 12 de dezembro de 2009 16:00 | Votoraty | 0 – 2       | Serrano Centro-Sul    | Estádio Municipal Domenico Paolo Metidieri, Votorantim |
|                              |          | (Relatório) | Massai 51' · Joel 88' | Árbitro: Kleber José de Melo SP                        |

### Final
| 13 de dezembro de 2009 10:00 | Joinville                             | 3 – 2       | Serrano Centro-Sul         | Estádio Municipal Domenico Paolo Metidieri, Votorantim |
|                              | Lima 9' · Ricardinho 61' · Lino 90+2' | (Relatório) | Rocha 43' · Thiaguinho 84' | Árbitro: Norberto Luciano da Silveira SP               |

## Campeão
| Recopa Sul-Brasileira de 2009 |
| ----------------------------- |
| Joinville Campeão (1º Título) |